# Popov (cràter)
Popov és un cràter d'impacte pertanyent a la cara oculta de la Lluna, situat just més enllà del terminador oriental. Es troba en la mateixa vora de la zona de la superfície que de vegades es posa a la vista des de la Terra durant els períodes de libració i d'il·luminació favorables. No obstant això, fins i tot en aquests moments només pot ser vist lateralment.
Aquest cràter es troba al sud de Dziewulski, amb la cadena de cràters denominada Catena Dziewulski passant al nord-est de la seva vora exterior. Just al sud-est de Popov es troba Möbius. Tots dos estan units entre si per un cràter més petit, situat en el bord sud-sud-est de Popov. Al sud-oest apareixen el cràter Ginzel i la Mare Marginis.

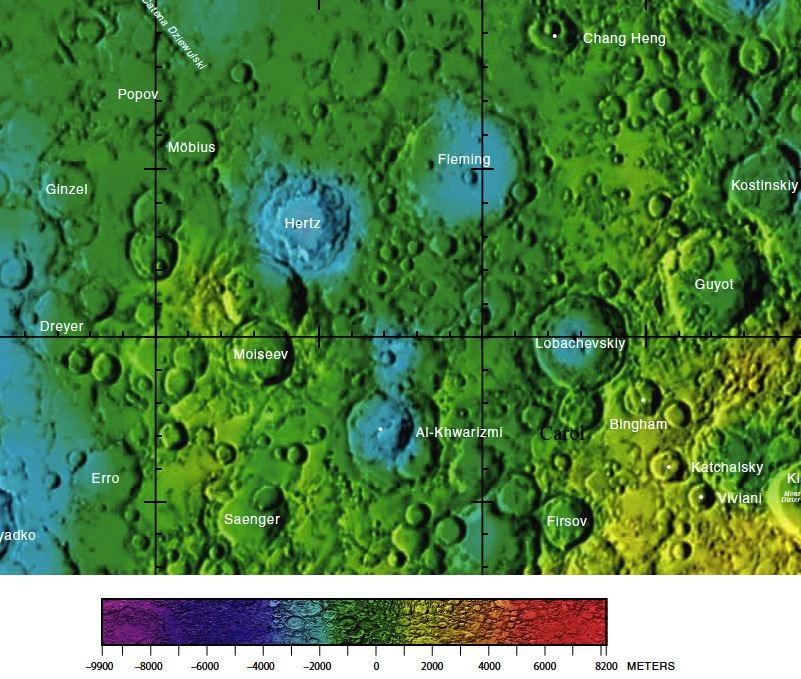
Localització de Popov (quadrant superior esquerre de la imatge)

Popov és un cràter desgastat, amb una vora exterior danyada que és poc més que una confusa resta circular de crestes en la superfície. Diversos craterets marquen la vora i la paret interior del cràter, en particular en el seu costat occidental. El sòl interior és relativament pla i gairebé sense cap característica distintiva.
Es diu així en honor del físic rus Aleksandr Stepànovitx Popov (1859-1906), considerat com l'inventor de la ràdio a la seva terra natal i als països de l'est d'Europa, i al matemàtic búlgar Kiril Popov (1880-1966).

## Cràters satèl·lit

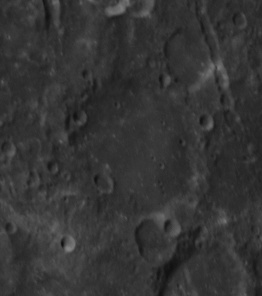
Fotografia de la missió Apol·lo 14

Per convenció aquests elements són identificats en els mapes lunars posant la lletra en el costat del punt central del cràter que està més proper a Popov.
|       | \| Popov \| Coordenades \| Diàmetre \| \| ----- \| -------------------------------------- \| -------- \| \| D \| 17° 48′ N, 102° 36′ E / 17.8°N,102.6°E \| 15 km \| \| W \| 19° 06′ N, 97° 48′ E / 19.1°N,97.8°E \| 25 km \| |          |
| Popov | Coordenades | Diàmetre |
| D     | 17° 48′ N, 102° 36′ E / 17.8°N,102.6°E | 15 km    |
| W     | 19° 06′ N, 97° 48′ E / 19.1°N,97.8°E | 25 km    |

### Altres referències
- (WGPSN), IAU Working Group for Planetary System Nomenclature. «Gazetteer of Planetary Nomenclature. 1:1 Million-Scale Maps of the Moon» (en anglès).  UAI / USGS, 13-02-2013. [Consulta: 6 abril 2016].
- Andersson, L. E.; Whitaker, E. A.,. NASA Catalogue of Lunar Nomenclature (en anglès).  NASA RP-1097, 1982.
- Blue, Jennifer. «Gazetteer of Planetary Nomenclature» (en anglès).  USGS, 25-07-2007. [Consulta: 2 gener 2012].
- Bussey, B.; Spudis, P.. The Clementine Atlas of the Moon (en anglès).  Nueva York: Cambridge University Press, 2004. ISBN 0-521-81528-2.
- Cocks, Elijah E.; Cocks, Josiah C.. Who's Who on the Moon: A Biographical Dictionary of Lunar Nomenclature (en anglès).  Tudor Publishers, 1995. ISBN 0-936389-27-3.
- McDowell, Jonathan. «Lunar Nomenclature» (en anglès).   Jonathan's Space Report, 15-07-2007. [Consulta: 2 gener 2012].
- Menzel, D. H.; Minnaert, M.; Levin, B.; Dollfus, A.; Bell, B. «Report on Lunar Nomenclature by The Working Group of Commission 17 of the IAU» (en anglès). Space Science Reviews, 12, 1971, pàg. 136.
- Moore, Patrick. On the Moon (en anglès).  Sterling Publishing Co, 2001. ISBN 0-304-35469-4.
- Price, Fred W. The Moon Observer's Handbook (en anglès).  Cambridge University Press, 1988. ISBN 0521335000.
- Rükl, Antonín. Atlas of the Moon (en anglès).  Kalmbach Books, 1990. ISBN 0-913135-17-8.
- Webb, Rev. T. W.. Celestial Objects for Common Telescopes, 6ª edición revisada (en anglès).  Dover, 1962. ISBN 0-486-20917-2.
- Whitaker, Ewen A. Mapping and Naming the Moon (en anglès).  Cambridge University Press, 2003. 978-0-521-54414-6.
- Wlasuk, Peter T. Observing the Moon (en anglès).  Springer, 2000. ISBN 1-85233-193-3.